# Topomyia cristata
Topomyia cristata är en tvåvingeart som beskrevs av Thurman 1959. Topomyia cristata ingår i släktet Topomyia och familjen stickmyggor.
Artens utbredningsområde är Thailand. Inga underarter finns listade i Catalogue of Life.